# HALゲームコレクション
『HALゲームコレクション』（HAL Game Collection）は、1990年にハル研究所より発売されたMSX2用ゲームソフト。TAKERU店舗のみでの販売。

## 収録作品
HALゲームコレクションvol. 1
- ダンクショット
- エッガーランドミステリー
- ホールインワン
- てつまん

HALゲームコレクションvol. 2
- EDDY II
- ホールインワン プロフェッショナル
- ローラーボール
- スーパービリヤード